# Zeche Hoffnung (Essen-Überruhr)
Die Zeche Hoffnung in Essen-Überruhr-Holthausen ist ein ehemaliges Steinkohlenbergwerk. Die Zeche war als Stollenzeche nur wenige Jahre in Betrieb.

## Bergwerksgeschichte
Im Jahr 1798 wurde an der Ruhr der sogenannte „neue Stollen“ angesetzt. Wenige Zeit später wurde bereits mit dem Abbau im Flöz Geitling begonnen. Das Flöz Geitling wurde im dortigen Bereich auch Flöz Wolfsbank genannt. Am 5. Juni des Jahres 1801 wurde unter dem Namen Hoffnung eine Betriebsgemeinschaft mit der Zeche Wolfsbank geschlossen. Dabei wurde der Bereich der Zeche Hoffnung als Hoffnung I und der Bereich der Zeche Wolfsbank als Hoffnung II bezeichnet. Die einzigen bekannten Förderzahlen stammen aus dem Jahr 1802, es wurden 168 Ringel Steinkohle gefördert. Nach dem Durchschlag mit der Zeche Wolff kam es im Jahr 1803 zu einem Berechtsamsstreit. Im Jahr 1808 wurde nur noch im Flöz Hoffnung Nr. 1 abgebaut. Auch bei diesem Flöz handelte es sich um das Flöz Geitling. Nach einem erneuten Durchschlag mit der Zeche Wolff kam es zu einem weiteren Berechtsamsstreit. Im darauffolgenden Jahr wurde am Schacht 2 abgebaut, der Schacht hatte eine Teufe von zwölf Lachtern. Noch im selben Jahr konsolidierte die Zeche Hoffnung mit der Zeche Wolff zur Zeche Heinrich.

## Wolfsbank
Über die Zeche Wolfsbank in Essen-Überruhr-Holthausen wird nicht sehr viel berichtet. Im Jahr 1785 wurde mit dem Abbau in Flöz Wolfsbank begonnen, der Abbau erfolgte im Stollenbau. Etwa um das Jahr 1800 wurde die Zeche in Fristen gelegt. Im Jahr 1801 kam es zur Betriebsgemeinschaft mit der Zeche Hoffnung. Die Zeche ist nicht identisch mit der Zeche Wolfsbank in Essen-Borbeck.